# Allium shatakiense
Allium shatakiense är en amaryllisväxtart som beskrevs av Karl Heinz Rechinger. Allium shatakiense ingår i släktet lökar, och familjen amaryllisväxter. Inga underarter finns listade i Catalogue of Life.